# Psicoléptico

Barbitúrico

Em farmacologia, um psicoléptico é um medicamento que produz um efeito calmante sobre uma pessoa. Esses medicamentos incluem barbitúricos, benzodiazepínicos, não benzodiazepínicos, fenotiazinas, opiáceos/opioides, carbamatos, etanol, 2-metil-2-butanol, canabinoides (em algumas classificações), alguns antidepressivos, antipsicóticos e alguns anticonvulsivantes. Muitos medicamentos fitoterápicos também podem ser classificados como psicolépticos (por exemplo, kava e erva-de-são-joão). Os psicolépticos são classificados sob o código N05 na Classificação ATC. 